# クイズハッピーチャンス
『クイズハッピーチャンス』は、1978年4月1日から1979年12月29日まで独立UHF局などで放送されていたテレビ神奈川製作のクイズ番組である。制作局のテレビ神奈川では、毎週土曜日の22時から22時30分、テレビ朝日系列の北海道テレビ（HTB）でも毎週土曜朝8時から8時30分に放送されていた。

## 概要
視聴者参加型のクイズ番組で、毎回一般の男女が4人ずつ出場。出場者たちは男女二手に分かれ、それぞれに出されるクイズに挑戦した。4問正解した出場者はそれぞれ異性の出場者を1人選んでペアを組み、2人でチャレンジクイズに挑戦。これにも正解すると、そのペアにはグアム旅行などが贈られた。
司会は、当初は岡田眞澄とエバのペアが務めていたが、後期には大石吾朗が務めていた。